# Lijst van vlaggen van Liberia
Dit is een lijst van vlaggen van Liberia.

## Nationale vlag (perFIAV-codering)
|          | Civiele vlag | Staatsvlag | Oorlogsvlag |
| -------- | ------------ | ---------- | ----------- |
| Te land  | · ?          | · ?        | · ?         |
| Te water | · ?          | · ?        | · ?         |

## Vlaggen van bestuurders
| Vlag | Periode | Functie                | Beschrijving |
| ---- | ------- | ---------------------- | ------------ |
|      |         | Vlag van de president. |              |

## Militaire vlaggen
De oorlogsvlag is reeds in de eerste tabel te vinden.
| Vlag | Periode | Functie             | Beschrijving |
| ---- | ------- | ------------------- | ------------ |
|      |         | Vlag van de douane. |              |
|      |         | Geus.               |              |